# NGC 4050
NGC 4050 (również PGC 38049) – galaktyka spiralna z poprzeczką (SBab), znajdująca się w gwiazdozbiorze Kruka. Została odkryta 31 grudnia 1785 roku przez Williama Herschela.
NGC 4050 należy do grupy galaktyk NGC 4038.